# Gyracanthus
Gyracanthus (uit het Grieks: γύρος, gyros, 'gebogen' en Grieks: ἄκανθα, akantha, 'stekel') is een geslacht van uitgestorven Acanthodii (stekelhaaien).
De typesoort is Gyracanthus formosus. Het holotype is NHM-UK P DF118 03 10 0035.
Andere soorten zijn Gyracanthus alleni, Gyracanthus alnwicensis, Gyracanthus compressus, Gyracanthus convexus, Gyracanthus cordatus, Gyracanthus duplicatus, Gyracanthus falciformis, Gyracanthus incurvus, Gyracanthus inornatus, Gyracanthus magnificus, Gyracanthus nobilis, Gyracanthus obliquus, Gyracanthus parvulus, Gyracanthus primaevus, Gyracanthus rectus, Gyracanthus rothrocki, Gyracanthus sarlei, Gyracanthus sherwoodi, Gyracanthus tuberculatus en Gyracanthus youngii.
De soorten zijn voornamelijk bekend van gefossiliseerde stekels; de rest van het skelet fossiliseerde slecht. De stekels wijzen op een lichaamslengte van rond de anderhalve meter.